# 五一路站 (南通市)
五一路站是南通轨道交通2号线的地铁车站，位于中华人民共和国江苏省南通市崇川区 青年路与五一路交叉口地下，于2023年12月27日开通。

## 车站结构
五一路站沿青年路设置，呈東西走向，为地下二层岛式站台车站。车站地下一层为站厅层，地下二层为站台层。
| 地面              | 出入口 | 1、2、3出入口                                                                                   |
| 地下一层          | 站厅   | 客服中心、自动售票机、验票机                                                                    |
| 地下二层          | 站台层 | \| \| \| 2号线往幸福（文峰） \| \| 島式 · 開左邊车门 \| \| \| \| \| \| 2号线往先锋（园林路） \| |
|                   |        | 2号线往幸福（文峰）                                                                             |
| 島式 · 開左邊车门 |        |                                                                                                 |
|                   |        | 2号线往先锋（园林路）                                                                           |

## 车站出口
五一路站共设3个出口，各出口及周围设施如下所示：
| 编号                | 周边信息                                                         | 照片                             | 无障碍设施 |
| ------------------- | ---------------------------------------------------------------- | -------------------------------- | ---------- |
| 1 · 出口            | 青年中路（南）、五一路（东）、江苏工院、崇州区政务中心、南通科院 |                                  | 不適用     |
| 2 · 出口 · （设有） | 青年中路（南）、五一路（东）、南通科技职业学院                   | 南通轨道交通2号线，五一路站2号口 |            |
| 3 · 出口            | 青年中路（北）、五一路（东）、南通职业大学                       |                                  | 不適用     |
| 图例： 设有         |                                                                  |                                  |            |

## 接驳交通

### 公交车
7路、18路、28路、51路、84路、85路、106路、615路、633路、D12路

## 车站历史
该站规划与建设时名称为五一路東站，开通前更名为五一路站。
- 2020年8月14日，正式站名公布，本站命名为五一路站[3]。
- 2023年12月27日，随2号线一期工程通车一同开通[1]。